# سیارک ۲۲۷۰۶
سیارک ۲۲۷۰۶ (به انگلیسی: 22706 Ganguly، نامگذاری:1998RT56) بیست و دو هزار و هفتصد و ششمین سیارک کشف شده‌است که در ۱۴ سپتامبر ۱۹۹۸ کشف شد.
قدر مطلق سیارک برابر ۱۴٫۸ است.